# أندرو ماجي
أندرو ماجي (بالإنجليزية: Andrew Magee)‏ هو لاعب غولف أمريكي، ولد في 22 مايو 1962 في باريس في فرنسا.

## وصلات خارجية
- أندرو ماجي على موقع رابطة لاعبي الغولف المحترفين (الإنجليزية)
- أندرو ماجي على موقع رابطة اليابان للاعبي الغولف المحترفين (الإنجليزية)
- أندرو ماجي على موقع التصنيف العالمي الرسمي للغولف (الإنجليزية)